# Lian Li
Lian Li Industrial Co., Ltd. (联 力 工业 股份有限公司) é um fabricante taiwanês de gabinetes e acessórios para desktops . Seu produtos se destacam por serem fabricados em caixas de alumínio. Seus cases são construídos tanto com alumínio escovado ou anodizado, sendo leves e oferecidos nas cores prata, preto, cinza, dourado, vermelho, azul e verde. A empresa produz também: mesas de alumínio, fontes de alimentação e acessórios, tais como kits de janela, baías de disco rígido removível, moldura cobre e leitores de cartão de memória.A empresa também fornece serviços de OEM e ODM.